# Remigio Yarza
Remigio Ramón de Yarza Salgado, Valle de Santiago, Nueva España, circa 1775 - Guanajuato, Nueva España, 1818) fue un insurgente durante la guerra de independencia de México.

## Semblanza biográfica
Se unió a los insurgentes por su amistad con José Antonio el Amo Torres, a quien representó como apoderado durante las sesiones de la Suprema Junta Nacional Americana. Fue nombrado por Ignacio López Rayón secretario de la misma, cargo que ejerció de forma itinerante hasta que la Junta fue disuelta.  Se unió al presbítero José Antonio Torres (homónimo de el Amo) en Zacapu, con quien realizó algunas campañas militares.
Participó en el Congreso de Anáhuac como auxiliar del gabinete, poco después también fue nombrado secretario, cargo que compartió con Pedro José Bermeo. A finales de 1814 fue firmante del Decreto Constitucional para la Libertad de la América Mexicana. Fue sustituido de su cargo como secretario en septiembre de 1815. 
Cuando por fricciones entre los insurgentes se disolvió el Congreso de Anáhuac y la Junta subalterna de Taretán, tomó la iniciativa para formar Junta de Uruapan (poco más tarde Junta de Jaujilla), la cual fue presidida por José María Vargas. Al terminar su período parlamentario no fue reelecto. A pesar de que lideró a cerca de ochocientos hombres, sus acciones militares no fueron muy relevantes. No colaboró para ayudar a Xavier Mina durante el sitio del fuerte de los Remedios, ni en el sitio que se hizo en Jaujilla. A partir de entonces comenzaron sus desavenencias con el presbítero Torres, quien en 1818, sorpresivamente, ordenó su fusilamiento en la provincia de Guanajuato.